# Нові Голушовиці
Нові Голушовиці (пол. Nowe Gołuszowice, нім. Neu Kreuzendorf) — село в Польщі, у гміні Глубчиці Глубчицького повіту Опольського воєводства.